# 60-й отдельный гвардейский мотострелковый батальон
60-й отдельный гвардейский мотострелковый батальон (штурмовой) имени М. С. Толстых (в/ч 42896), также известный как батальон Сомали — тактическое формирование Сухопутных войск Российской Федерации. До 1 января 2023 года батальон находился в составе Народной милиции самопровозглашённой Донецкой Народной Республики.
Специализация батальона — штурмовые действия и ближние боестолкновения.

## История
Формирование было создано в ходе боёв за Иловайск 12 октября 2014 года как «отдельная рота „Сомали“», во время вооружённого конфликта в Донбассе. Первым его командиром был Михаил Толстых, известный под позывным «Гиви». Осенью 2014 года подразделение переформировали в батальон.

Эмблема, использовавшаяся до вхождения в состав ВС РФ

Батальон с осени 2014 года принимал участие в боях за Международный аэропорт «Донецк» имени Сергея Прокофьева.
Указом Главы ДНР № 24 от 12 февраля 2016 года батальону присвоено почётное звание «гвардейский».
Весной 2015 года бойцы батальона участвуют в боях за Марьинку.
В 2017 году батальон участвовал в боях за Авдеевку.
Командир подразделения  Михаил Толстых был убит в Макеевке 8 февраля 2017 года. После этого батальону было присвоено его имя.
После начала вторжения России в 2022 году, батальон участвовал в боях за Николаевку, Новогнатовку, Дмитровку, Донское, Касьяновку, Ключевое, Македоновку, Мангуш, Мариуполь, Пески, Первомайское.

## Отличившиеся воины
- гвардии полковник Курилкин, Тимур Викторович[4]
- Губченко, Николай[5]
- гвардии подполковник Николюк, Андрей Игоревич[5]
- гвардии полковник Толстых, Михаил Сергеевич
- Самолётов, Игорь †[1]
- гвардии капитан Солодкий, Александр[1]
- гвардии капитан Воробьёв, Роман Александрович †